# Murphys (Kalifornija)
Murphys je naseljeno područje za statističke svrhe u američkoj saveznoj državi Kalifornija. Prema popisu stanovništva iz 2010. u njemu je živjelo 2.213 stanovnika.